# Jeff Kenna
Jeffrey Jude „Jeff” Kenna (ur. 27 sierpnia 1970 roku) – irlandzki piłkarz, a obecnie trener piłkarski.

## Kariera piłkarska
Kenna urodził się w Dublinie, ale karierę rozpoczął w Anglii, w Southampton. W pierwszej drużynie tego klubu zadebiutował 4 maja 1991 roku, w przegranym 6-2 meczu z Derby County ma Baseball Ground. W sezonie 1992-93 wskoczył na stałe do pierwszej jedenastki. W Southampton zagrał 114 ligowych meczów i trafił cztery bramki. 15 marca 1995 roku przeniósł się do Blackburn Rovers za 1,5 miliona funtów i przyczynił się do zdobycia Premier League tego roku.
Grał w pierwszej jedenastce Blackburn do sezonu 1999–2000, kiedy Blackburn spadło z ligi. Ostatnie sześć spotkań w ich barwach zagrał w sezonie 2000-01. W tym sezonie był wypożyczany najpierw do Tranmere Rovers, a potem do Wigan Athletic. Po prawie siedmiu latach gry na Ewood Park opuścił klub na zasadzie wolnego transferu i podpisał kontrakt z Birmingham City.
W marcu 2004 roku podpisał kontrakt z Derby County i został kapitanem klubu. W maju 2006 roku odszedł, po tym jak nie przedłużono z nim kontraktu. W sierpniu 2006 roku podpisał kontrakt z Kidderminster Harriers.